# Göbel Edit
Göbel Edit (Tamáska Jánosné) (Kassa, 1917. május 30. – Budapest, 1970. május 19.) magyar kiadói szerkesztő, Tamáska Péter édesanyja.

## Életpályája
1938-ban érettségizett Kassán. 1940-ben elvégezte a Magyar Rádió újságírói tanfolyamát 1940-ben. Tanárai, Dobossy László és Rácz Olivér révén kapcsolatba került a Sarló mozgalommal.
Első férje, Heinrich Jenő a Felvidék visszacsatolása után a kassai közélet ismert szereplője, a kulturális élet mecénása volt, aki 1944-ben bevonult, 1945 után pedig egy fél évre internálták. 1965-ben bekövetkezett haláláig segédmunkás volt. A család menekültként 1945-ben került Budapestre. Első házasságból született fiát, Pétert Göbel Edit második férje, Tamáska János építész 1954-ben örökbe fogadta.
Göbel Edit a második világháború után haláláig az Akadémiai Kiadó szótár-szerkesztőjeként dolgozott. Hét nyelven beszélt. Fő érdeklődési körét a szláv és a germán nyelvterület képezte. A legjelentősebb önálló munkája a szlovák-magyar kisszótár és a magyar-koreai szótár szerkesztése volt.

## Emlékezete
Sírja Budapesten, a Farkasréti temetőben található.